# Kink.com
Pour les articles homonymes, voir Kink.
Kink.com est une entreprise de production de vidéos pornographiques dont le siège est situé à San Francisco (Californie). L'entreprise exploite un ensemble de sites pornographiques sur des thèmes fétichistes et sado-masochistes.

## Fondation et développement

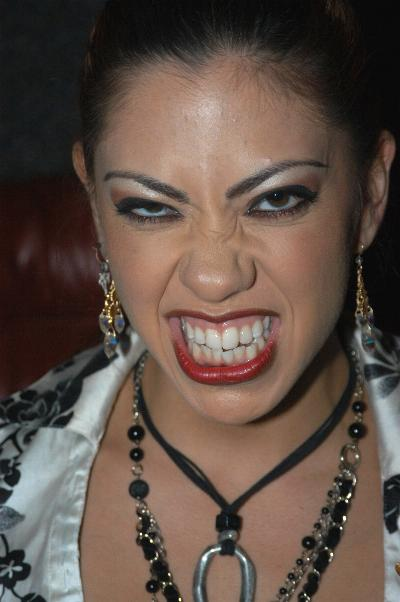
Satine Phoenix, l'une des actrices qui a joué dans le plus de scènes pour Kink.com.

Kink.com a été créé par Peter Acworth en 1997 alors qu'il était étudiant à Columbia University.
Après avoir lu, dans un tabloid britannique, l'histoire d'un pompier qui avait gagné 250 000 £ en peu de temps en vendant des photos pornographiques sur Internet, Peter Acworth décide de monter son propre site. Acworth portant un intérêt personnel au bondage, il consacre le site à cette thématique.
Le site est baptisé Hogtied.com et présente initialement des contenus provenant d'autres producteurs. Il rencontre un succès immédiat et rapporte rapidement plusieurs milliers de dollars par jour.
En 1998, Peter Acworth interrompt ses études pour se consacrer entièrement à son entreprise, qu'il installe à San Francisco.
En 2000, il ouvre un deuxième site, FuckingMachines.com. Il n'a cessé, depuis, d'étendre son offre qui compte une trentaine de sites début 2013. À l'automne 2012, Kink.com ouvre un second studio à Los Angeles et y transfère la production de deux de ses sites.
Dans un papier publié début 2013, à l'occasion de l'AVN Adult Entertainment Expo, CNBC place Peter Acworth parmi les 11 personnalités les plus influentes de l'industrie pornographique américaine. Quelques semaines plus tard, Acworth est arrêté et mis en examen pour possession de cocaïne et pour avoir retardé une enquête. L'affaire fait suite à une intervention de la police dans les locaux de Kink.com après que quelqu'un a rapporté avoir vu, sur un réseau social, une vidéo montrant deux personnes en train de tirer au pistolet à l'intérieur de l'ancienne armurerie de San Francisco (qui abrite le siège et les studios de Kink.com ; cf. section suivante). Acworth est libéré rapidement, contre une caution de 15 000 $, mais l'affaire attire l'attention sur Kink.com et des témoignages sur de mauvais traitements qui auraient été infligés aux modèles apparaissent,.

## Acquisition de l'ancien arsenal de San Francisco

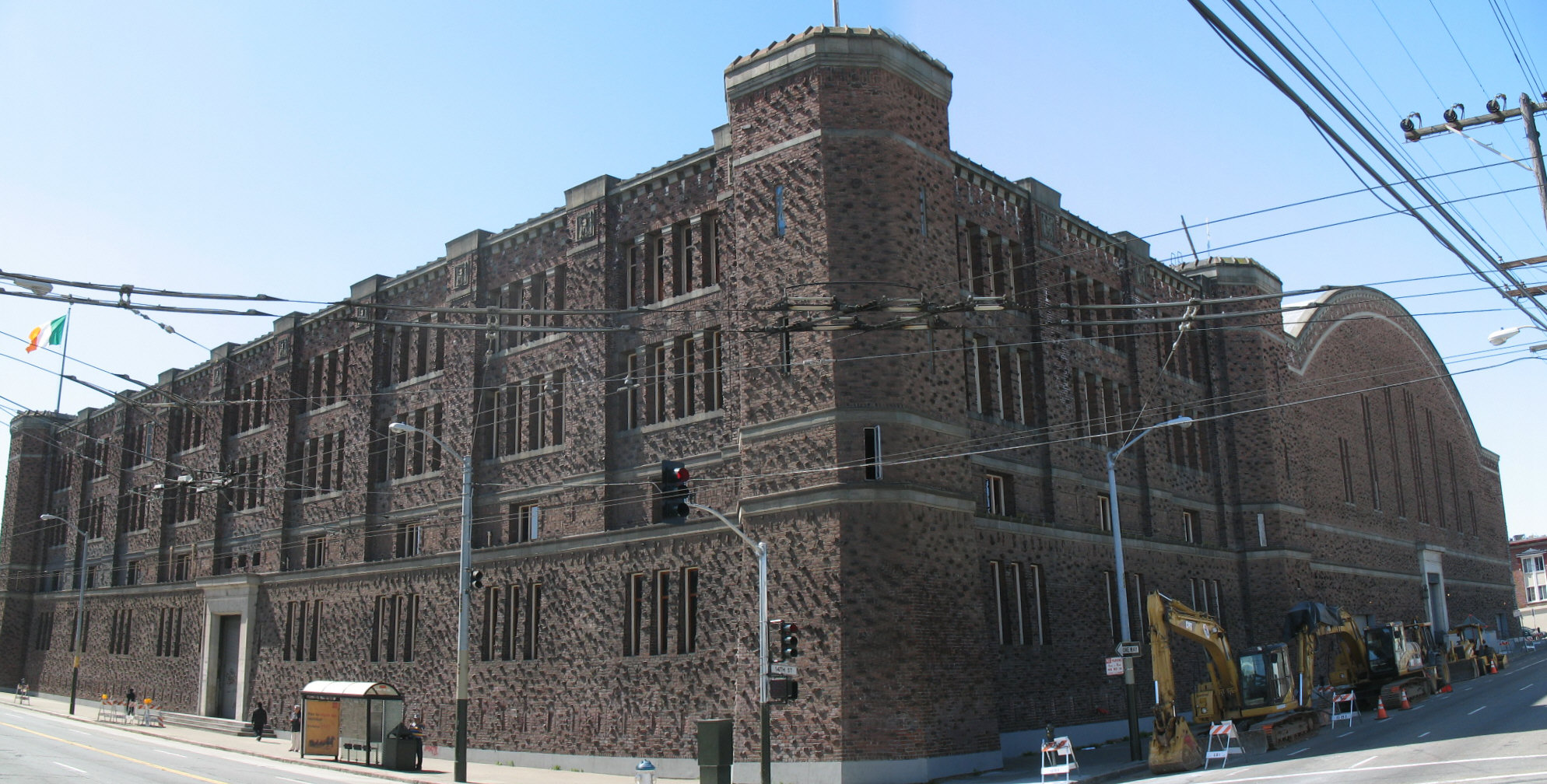
San Francisco Armory

Fin 2006, Kink.com achète l'ancien arsenal de San Francisco (San Francisco Armoury) pour 14,5 millions de dollars, en vue de l'utiliser comme studio de production.
Un groupe dénommé Mission Armory Community Collective se forme pour s'opposer au projet ; début février 2007, ce groupe manifeste publiquement devant le bâtiment,.
Le maire de San Francisco, Gavin Newsom, exprime également des préoccupations au sujet du rachat par Kink.com, et convoque une réunion spéciale de la San Francisco Planning Commission en mars 2007 pour examiner l'utilisation du bâtiment par l'entreprise. Opposants comme supporters du projet se pressent à cette réunion de la commission, qui conclut finalement que Kink.com n'a violé aucune loi ou règle d'urbanisme,,.
Bien que Kink.com ait assuré que ses activités ne dérangeraient pas le voisinage, La Casa de las Madres, un site d'accueil pour femmes annonce qu'il quitte le quartier en raison de la médiatisation due à la présence de Kink.com.
Depuis 2011, il est possible de visiter les Armory Studios par réservation sur leur site officiel.

## Actrices
Ci-dessous, quelques-unes des actrices les plus connues :
- A.J. Applegate
- Aaliyah Love
- Abella Danger
- Adriana Chechik
- Adrianna Luna
- Aiden Ashley
- Aiden Starr
- Alina Li
- Allie Haze
- Alyssa Reece
- Amarna Miller
- Amber Rayne
- Andy San Dimas
- Angela White
- Angelina Valentine
- Anikka Albrite
- Anissa Kate
- Annette Schwarz
- April Flores
- April O'Neil
- Ariana Jollee
- Ariel X
- Ashley Fires
- Aubrey Addams
- Aurora Snow
- Bobbi Starr
- Brett Rossi
- Bridgette B
- Brooke Lee Adams
- Carter Cruise
- Casey Calvert
- Celeste Star
- Chanel Preston
- Charley Chase
- Charlie Laine
- Charlotte Stokely
- Chastity Lynn
- Cyann Toumi
- Cytherea
- Daisy Marie
- Dana DeArmond
- Dana Vespoli
- Dani Daniels
- Dani Jensen
- Danica Dillon
- Dillion Harper
- Elexis Monroe
- Faith Leon
- Faye Reagen
- Faye Runaway
- Flower Tucci
- Franceska Jaimes
- Gen Padova
- Gina Valentina
- Ginger Lynn
- Gracie Glam
- Heather Starlett
- Ice La Fox
- India Summer
- Jada Stevens
- Jasmine Byrne
- Jenna Presley
- Jenna Sativa
- Jesse Andrews
- Jessie Volt
- Jezabelle Bond
- Jillian Janson
- Jiz Lee
- Julia Ann
- Justine Joli
- Jynx Maze
- Katie St. Ives
- Kaylynn
- Kendra James
- Kimberly Kane
- Krissy Lynn
- Kristina Rose
- Lea Lexis
- Leah Luv
- Lexi Belle
- Lexi Love
- Lily Carter
- Lily LaBeau
- Lorelei Lee
- Lou Charmelle
- Luscious López
- Maddy O'Reilly
- Magdalene St. Michaels
- Marica Hase
- Marie Luv
- Marina Visconti
- Mia Bangg
- Missy Monroe
- Misty Stone
- Nyomi Banxxx
- Penny Flame
- Raven Rockette
- Raylene
- Rebecca Lord
- Remy LaCroix
- Riley Reid
- Rita Faltoyano
- Roxy Deville
- Ryan Keely
- Samantha Ryan
- Samantha Sin
- Sandra Romain
- Sara Luvv
- Sarah Blake
- Sarah Shevon
- Sasha Grey
- Satine Phoenix
- Serena Blair
- Sindee Jennings
- Sinn Sage
- Skin Diamond
- Sovereign Syre
- Stella Cox
- Syd Blakovich
- Syren De Mer
- Tara Lynn Foxx
- Taylor Vixen
- Tiffany Doll
- Tiffany Taylor
- Trinity Post
- Trinity St. Clair
- Valentina Nappi
- Veronica Avluv
- Zoe Voss

## Récompenses
- XBIZ Awards 2009 :
  - FSC Leadership Award[19]
  - Original Web Content[19]
- AVN Award 2011 : Meilleur site alternatif (Best Alternative Web Site)[20]
- AVN Award 2013 : Meilleur site alternatif (Best Alternative Web Site)
- XBIZ Award 2013 - Specialty Site Of The Year

## Séries
Liste non exhaustive :
- Bound Gangbangs
- Everything Butt
- Fucking Machines (en)
- Pissing.com
- Public Disgrace[22]
- Ultimate Surrender